# Кожальское полиметаллическое месторождение
Кожальское полиметаллическое месторождение — находится в 42 км к юго-востоку от железнодорожной станции Жанаарка Улытауской области. Месторождение открыто в 1952 году, разведка велась до 1960 года. Главные рудные минералы: галенит, сфалерит, пирит. Объём свинца и цинка не превышает 1 %, в составе руды также имеются золото и серебро.